# Egil Aarvik

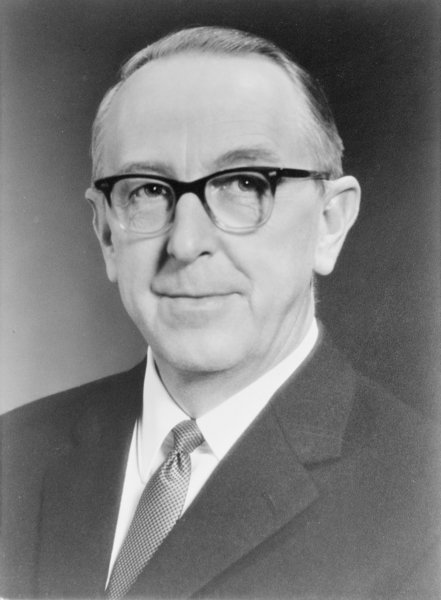
Egil Aarvik

Egil Aarvik (* 12. Dezember 1912 in Børsa, Fylke Sør-Trøndelag; † 19. Juli 1990) war ein norwegischer Politiker der Kristelig Folkeparti (KrF), der zwölf Jahre Mitglied des Storting, von 1965 bis 1971 Sozialminister in der Regierung von Ministerpräsident Per Borten sowie zwischen 1972 und 1973 Präsident des Lagting, einer der damals noch bestehenden Abteilungen des Storting, war. Ferner war er zwischen 1982 und 1990 Vorsitzender des vom Storting ernannten fünfköpfigen Nobel-Komitees, das den Friedensnobelpreis vergibt.

## Leben

### Tätigkeit für die Innere Mission und Journalist
Aarvik, Sohn des Bauarbeiters Julius Aarvik und dessen Ehefrau Louise Lie, begann nach Abschluss der Jugendschule 1934 eine Tätigkeit als Sekretär bei der Norwegischen Lutheranischen Gesellschaft für Innere Mission (Det norske lutherske Indremisjonsselskap) und übte diese Tätigkeit bis 1937 aus. Während dieser Zeit besuchte er 1936 eine Bibelschule der Gesellschaft für Innere Mission und war 1937 kurzzeitig Sekretär der Inneren Mission in Dänemark.
Während des Zweiten Weltkrieges war er von 1940 bis 1946 Sekretär der Inneren Mission in Stavanger und wurde anschließend 1947 Journalist sowie 1950 Redakteur der in Trondheim erscheinenden Tageszeitung Dagsavisa. Neben seiner journalistischen Tätigkeit begann Aarvik Anfang der 1950er Jahre auch seine politische Laufbahn in der Kommunalpolitik und war zwischen 1951 und 1955 Mitglied des Gemeinderates der damals noch bestehenden Kommune Strinda. Nach Umbenennung von Dagsavisa in Folkets Framtid, war Aarvik zwischen 1958 und 1965 Redakteur dieser von der Kristelig Folkeparti herausgegebenen Tageszeitung. Daneben engagierte er sich für das Blaue Kreuz, eine christliche Organisation zur Selbsthilfe bei Suchtkrankheiten, und war zwischen 1960 und 1962 Vorsitzende von Det Blå Kors i Norge, dessen Landesvorstand er zuvor seit 1958 angehört hatte.

### Storting-Mitglied und Sozialminister
Nachdem er zwischen 1958 und 1961 Vize-Mitglied des Storting war, wurde Aarvik als Kandidat der Kristelig Folkeparti bei der Wahl vom 11. September 1961 erstmals zum Mitglied des Storting gewählt und vertrat dort bis zur Wahl vom 13. September 1965 die Interessen von Oslo. Während dieser Zeit war er zwischen dem 1. Oktober 1961 und dem 30. September 1965 Sekretär der Fraktion der KrF und zugleich vom 13. Oktober 1961 bis zum 30. September 1965 Vorsitzender des Sozialausschusses des Storting.
Am 12. Oktober 1965 wurde Aarvik von Ministerpräsident Per Borten als Sozialminister (Sosialminister) in dessen Regierung berufen und bekleidete dieses Ministeramt bis zum Ende von Bortens Amtszeit am 17. März 1971.
Bei der Wahl vom 8. September 1969 wurde er erneut zum Mitglied des Storting gewählt und vertrat dort zunächst erneut die Interessen von Oslo sowie anschließend seit der Wahl vom 10. September 1973 bis zur Wahl vom 12. September 1977 das Fylke Akershus.

### Präsident des Lagting und Vorsitzender des Nobelkomitees
Danach war er vom 18. Oktober 1972 bis zum 30. September 1973 Vize-Vorsitzender der KrF-Fraktion im Storting und zwischen dem 24. Oktober 1972 und dem 30. September 1973 Präsident des Lagting, neben dem Odelsting eine der damals noch bestehenden Abteilungen des Storting. Im Anschluss war er vom 9. Oktober 1973 bis zu seinem Ausscheiden aus dem Parlament am 30. September 1977 Vizepräsident des Lagting.
Nach seinem Ausscheiden aus Regierung und Storting war Aarvik von 1973 bis 1984 Vorsitzender der Betriebsversammlungen des Erdöl- und Erdgasunternehmens Statoil sowie zwischen 1977 und 1981 Berater und Personalchef der Kirchlichen Nothilfe (Kirkens Nødhjelp).
1982 wurde Aarvik als Nachfolger von John Sanness zum Vorsitzenden des norwegischen Nobel-Komitees ernannt, dessen Vize-Vorsitzender er zuvor zwischen 1975 und 1982 war. Diesen vom Storting ernannten Ausschuss, der den Friedensnobelpreis vergibt, leitete er bis zu seiner Ablösung durch Gidske Anderson 1990.

## Veröffentlichungen
- Er kristendommen fallitt?, Stavanger 1941
- Løftet av stormen, Stavanger 1942
- Vi gjemmer oss på bedehuset, Oslo 1954
- Dumme troll og menn til kjerringer, Oslo 1956
- Lesar-Jens, 1957
- Den som hadde penger, 1959
- Kristenliv i Norge, Mitherausgeber Martin Ski und Per Voksø, Oslo 1962
- Kvinnen fra Samaria, Oslo 1973
- Syn på saker, 1982
- Smil i alvor - fragmenter av et liv, Oslo 1985